# Here She Comes Now/Venus in Furs
"Here She Comes Now/Venus In Furs" é um compacto dividido (split-single) entre as bandas Nirvana e Melvins . Contém regravações das canções "Here She Comes Now", tocada pelo Nirvana, e "Venus In Furs", tocada pelos Melvins, ambas da banda Velvet Underground.
O compacto foi lançado em junho de 1991, pela Communion Records, apenas em vinil de 7", com edição limitada a cerca de 1.000 cópias, disponíveis em mais de 20 cores diferentes. A capa e contracapa do compacto evocam as capas dos álbuns aos quais as canções originalmente pertencem: a capa do lado do Nirvana evoca a capa do álbum White Light/White Heat, que contém a canção Here She Comes Now; a capa do lado dos Melvins evoca a capa do álbum The Velvet Underground & Nico, que contém a canção "Venus In Furs".
A regravação do Nirvana já havia sido lançada num álbum de tributo ao Velvet Underground intitulado Heaven & Hell - A tribute to The Velvet Underground, de 1990. Posteriormente, foi incluída na caixa especial do Nirvana With the Lights Out, de 2004, e, ainda, na versão deluxe do álbum Nevermind, lançada em 2011.
O Nirvana regravou a canção no dia 2 de abril de 1990, em uma sessão nos Smart Studios (WI, EUA) para o que seria o segundo álbum da banda pela Sub Pop. A sessão, em que gravaram-se versões de Lithium, Polly, In Bloom, entre outras, originou uma demo que foi distribuída para outras gravadoras maiores, gerando grande interesse pela banda, que acabou assinando com a Geffen.
Durante uma turnê europeia em novembro de 1991, o Nirvana gravou uma versão acústica da canção numa sessão da rádio holandesa VPRO, que permanece oficialmente inédita, embora apareça em bootlegs.

## Faixas
- A. Nirvana - "Here She Comes Now" (L. Reed)
- B. Melvins - "Venus In Furs" (L. Reed/S. Morrison/J. Cale/M. Tucker)